# Визељ (музичка група)
Визељ је српска музичка група из Београда. Представља се као експериментални алтернативни рок бенд.

## Историја
Група Визељ је основана почетком 2013. године. Први наступ је одржала 3. маја исте године у пабу Блу мун. Првобитну поставу групе чинили су Лука Ћирић (вокал), Вељко Милинковић (гитара), Алекса Недић (бас-гитара) и Јован Ковачевић (бубањ). Ковачевића је крајем 2013. на месту бубњара заменио Андреј Младеновић. У почетку су чланови групе музику коју изводе описивали одредницама панк, гранџ и психоделија.
Дебитантски EP Визеља, једноставно назван EP #1, објављен је у фебруару 2014. за загребачку издавачку кућу Слушај најгласније! и садржи шест песама.
У припрему свог првог LP издања Визељ је ушао као тројац (без Ћирића). Група је у другој половини 2015.Battleme представила спотове за песме Носорог и Ритам машина. Албум Нај бољи објављен је 25. марта 2016. у дигиталном формату на сајту Бендкемп и то за Рок свирке рекордс. Дискографска кућа Одличан хрчак је у марту 2017. издала овај албум и у ЦД формату.
Визељ је током октобра 2016. био предгрупа на концертима америчког састава Battleme у Београду, Новом Саду и Суботици.
Група је у децембру 2017. објавила спот за песму Пустиња. Крајем јануара 2018, под окриљем етикете Одличан хрчак, појавио се и EP #2 — Суперспектакл, на коме су се уз Пустињу нашле још три нове песме.
Андреј Младеновић је току 2018. напустио групу, а позицију бубњара преузео је Никола Бајчетић. Крајем октобра исте године изашао је спот за песму Кадилак. ПГП РТС је у децембру 2018. објавио компилацију са музиком из серије Јутро ће променити све, а место на том издању нашла је и Визељова песма Носорог.

## Чланови

### Садашњи
- Алекса Недић [а] — бас-гитара, вокал
- Вељко Милинковић — гитара, вокал
- Јелисавета Тодоров — бубањ
- Павле Петровић — семплер, клавијатуре

### Бивши
- Лука Ћирић — вокал
- Јован Ковачевић — бубањ
- Андреј Младеновић [б] — бубањ
- Никола Бајчетић [в] — бубањ

## Дискографија

### Студијски албуми
- Нај бољи (2016)
- Не видим те од дима (2022)

### издања
- #1 (2014)
- #2 — Суперспектакл (2018)

### Учешћа на компилацијама
- Mixer double dare/New power (2013) - песма Идемо горе
- Јутро ће променити све — музика из серије (2018) — песма Носорог
- Хали Гали компилација (2019) — песма Глава у бетону
- Хали Гали 2 компилација (2024) - песма Црна магија

## Награде и номинације
- Награда Милан Младеновић

| Година | Номиновано дело | Исход      |
| ------ | --------------- | ---------- |
| 2021.  | Новчанице       | Номинација |

| Година | Категорија | Номиновано дело     | Исход      |
| ------ | ---------- | ------------------- | ---------- |
| 2021.  | Инди видео | Не видим те од дима | Номинација |
| 2021.  | Режија     | Не видим те од дима | Номинација |
| 2022.  | Инди видео | Мислим да сам плав  | Номинација |